# Gunilla Wahlén
Anna Gunilla Elisabeth Wahlén, född 7 april 1951 i Uppsala, är en svensk politiker (vänsterpartist). Hon var ordinarie riksdagsledamot 1998–2010, invald för Västernorrlands läns valkrets.
I riksdagen var hon ledamot i EU-nämnden 2002, försvarsutskottet 2006–2010, krigsdelegationen 2006–2010 och näringsutskottet 1998–2002, samt kvittningsman 2006–2010. Hon var även suppleant i EU-nämnden, näringsutskottet, socialutskottet och sammansatta utrikes- och försvarsutskottet, samt deputerad i sammansatta utrikes- och försvarsutskottet.
Wahlén är legitimerad sjuksköterska och universitetsadjunkt vid Mittuniversitetet.